# Joseph Schmidt-Görg
Joseph Schmidt-Görg (* 19. März 1897 in Rüdinghausen/Westfalen; † 3. April 1981 in Bad Neuenahr) war ein deutscher Musikwissenschaftler.

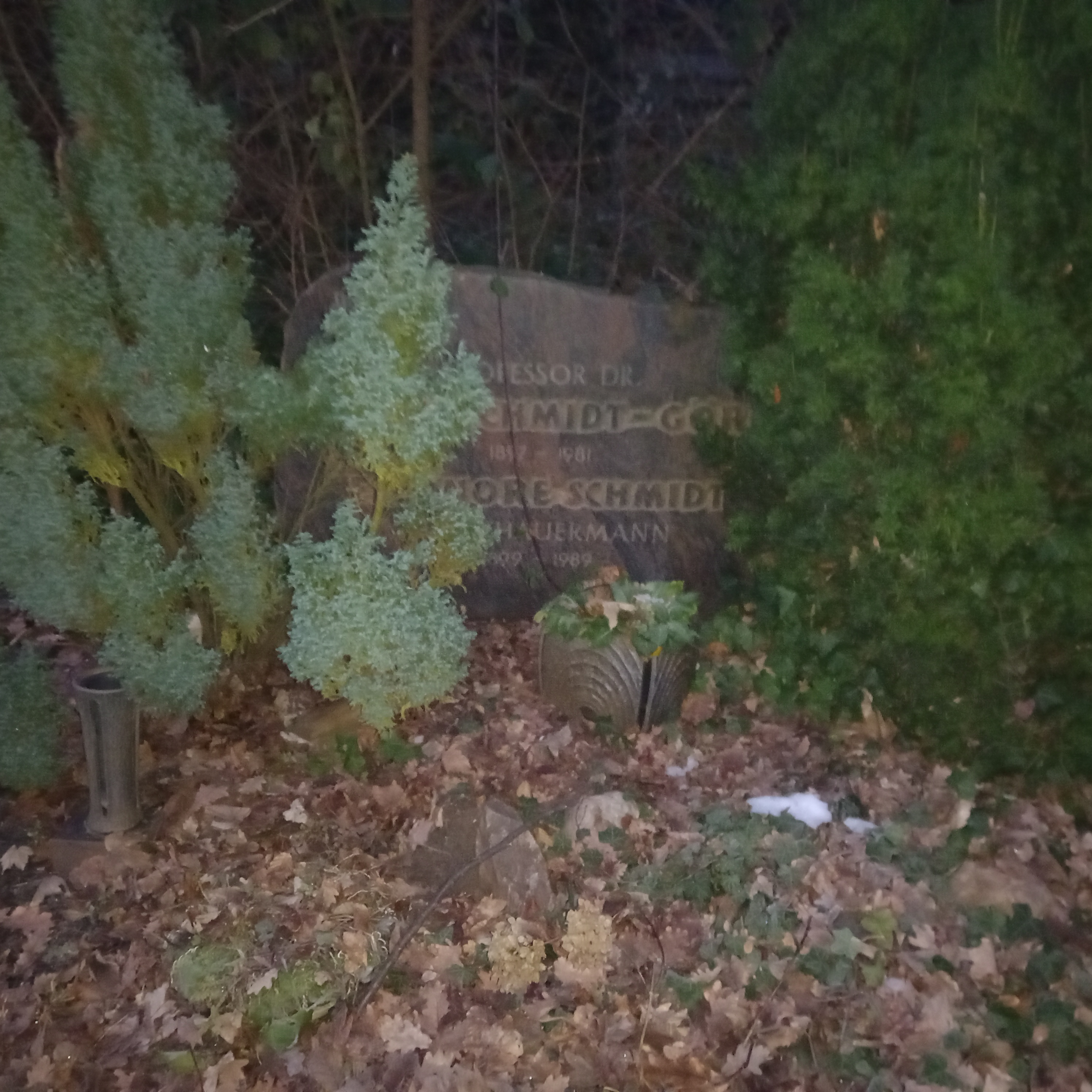
Das Grab von Joseph Schmidt-Görg und seiner Ehefrau Eleonore auf dem Neuen Friedhof Ippendorf in Bonn

## Leben
Schmidt-Görg (eigentl. Schmidt) war von 1948 bis 1965 Professor für Musikwissenschaft an der Universität Bonn. Er war Schüler von Ludwig Schiedermair und dessen langjähriger wissenschaftlicher Mitarbeiter sowohl am Musikwissenschaftlichen Seminar in Bonn als auch beim Archiv des Bonner Beethoven-Hauses, dessen Leitung er 1945 von Schiedermair übernahm. Er bekleidete diese Funktion bis 1972. Er ist der Begründer der auf 56 Bände angelegten Beethoven-Gesamtausgabe.
Schmidt-Görg ist Vater des Musikwissenschaftlers Hans Schmidt und Großvater des Komponisten und Kirchenmusikers Gereon Krahforst.

## Publikationen
Monografien
- Das rheinische Volkslied, Düsseldorf: Schwann, 1934
- Katalog der Handschriften des Beethoven-Hauses und des Beethoven-Archivs Bonn, Bonn 1935
- Nicolas Gombert, Kapellmeister Kaiser Karls V. Leben und Werk, Bonn: Röhrscheid, 1938
- Beethoven. Die Geschichte seiner Familie, München: Henle 1964
- Des Bonner Bäckermeisters Gottfried Fischer Aufzeichnungen über Beethovens Jugend, München: Henle, 1971
- Musik der Gotik, Bonn: Schwippert, 1946

Aufsätze
- Beethoven und das kurkölnische Geistesleben, in: Allgemeine Musikzeitung, Jg. 54 (1927), S. 549f.
- Zur Musikanschauung in den Schriften der hl. Hildegard, in: Der Mensch und die Künste. Festschrift für Heinrich Lützeler zum 60. Geburtstag, Düsseldorf 1962, S. 230–237
- Ein Schiller-Zitat Beethovens in neuer Sicht, in: Musik, Edition, Interpretation. Gedenkschrift Günther Henle, München 1980, S. 423–426